# Ain't That Just Like a Woman (They'll Do It Every Time)
〈Ain't That Just Like a Woman (They'll Do It Every Time)〉는 루이스 조던 앤 히스 팀파니 파이브의 1946년 노래이다. R&B 주크박스 차트에서 2주간 1위를 달성했고, 팝 차트에서 17위까지 도달했다. 클로드 디미트리어스와 프리시 무어가 작사했다. 무어는 조던의 아내로, 조던과 그 아내가 공동 작곡했다는 설도 있다.
이 노래는 역사상에 남성을 혹대한 여성들을 열거하고, 이 패턴을 반복하면서 남성에게 이런 게 여성이니 주의를 당부한다는 내용을 전한다. 열거되는 여성으로는 이브, 롯의 아내, 마리 앙투아네트가 있다. 한 구절은 로마 황제 네로가 여성과 다름없다는 것을 언급하고 있다.
칼 호건이 연주한 곡의 오프닝 리프는, 척 베리의 〈Johnny B. Goode〉라든가 비치 보이스의 〈Fun, Fun, Fun〉 같은 노래에서 기타 인트로로서 반복되고 있다.

## 커버 버전
- 1961년 패츠 도미노는 음반 《I Miss You So》 및 더블 A면 싱글에 취입했다. 미국 빌보드 핫 100 차트 33위까지 올랐다.[2]
- B.B. 킹은 1999년 루이스 조던 헌정 음반 《Let the Good Times Roll》에 취입했다.
- 로니 호킨스의 커버는 1982년 비공인 엘리스 쿠퍼 실황음반 《Toronto Rock 'N' Roll Revival 1969, Volume IV》에 취입됐다.